# Quintana de la Serena
Quintana de la Serena je španělská obec situovaná v provincii Badajoz (autonomní společenství Extremadura).

## Poloha
Obec je vzdálena 13 km od města Castuera, 79,5 km od Méridy a 140 km od města Badajoz. Patří do okresu La Serena a soudního okresu Castuera.

## Historie
V roce 1834 se obec stává součástí soudního okresu Castuera. V roce 1842 čítala obec 868 usedlostí a 3 236 obyvatel.

## Odkazy

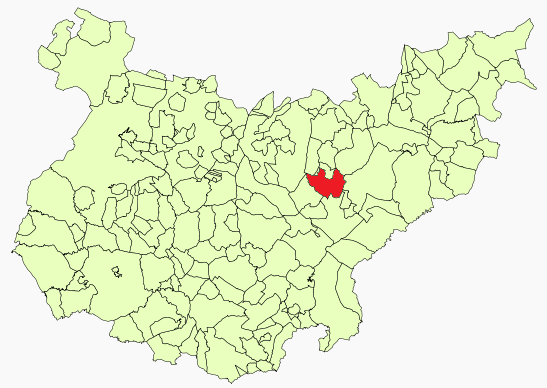
Poloha obce v provincii Badajoz

## Demografie
| Populace obce Quintana de la Serena z let (1842–2010) | Populace obce Quintana de la Serena z let (1842–2010) | Populace obce Quintana de la Serena z let (1842–2010) | Populace obce Quintana de la Serena z let (1842–2010) | Populace obce Quintana de la Serena z let (1842–2010) | Populace obce Quintana de la Serena z let (1842–2010) | Populace obce Quintana de la Serena z let (1842–2010) | Populace obce Quintana de la Serena z let (1842–2010) | Populace obce Quintana de la Serena z let (1842–2010) | Populace obce Quintana de la Serena z let (1842–2010) | Populace obce Quintana de la Serena z let (1842–2010) | Populace obce Quintana de la Serena z let (1842–2010) | Populace obce Quintana de la Serena z let (1842–2010) | Populace obce Quintana de la Serena z let (1842–2010) | Populace obce Quintana de la Serena z let (1842–2010) | Populace obce Quintana de la Serena z let (1842–2010) | Populace obce Quintana de la Serena z let (1842–2010) | Populace obce Quintana de la Serena z let (1842–2010) |
| ----------------------------------------------------- | ----------------------------------------------------- | ----------------------------------------------------- | ----------------------------------------------------- | ----------------------------------------------------- | ----------------------------------------------------- | ----------------------------------------------------- | ----------------------------------------------------- | ----------------------------------------------------- | ----------------------------------------------------- | ----------------------------------------------------- | ----------------------------------------------------- | ----------------------------------------------------- | ----------------------------------------------------- | ----------------------------------------------------- | ----------------------------------------------------- | ----------------------------------------------------- | ----------------------------------------------------- |
| 1842                                                  | 1857                                                  | 1860                                                  | 1877                                                  | 1887                                                  | 1897                                                  | 1900                                                  | 1910                                                  | 1920                                                  | 1930                                                  | 1940                                                  | 1950                                                  | 1960                                                  | 1970                                                  | 1981                                                  | 1991                                                  | 2001                                                  | 2010                                                  |
| 3 236                                                 | 3 832                                                 | 3 725                                                 | 4 265                                                 | 4 697                                                 | 4 678                                                 | 4 809                                                 | 6 197                                                 | 6 622                                                 | 8 032                                                 | 7 515                                                 | 9 012                                                 | 7 861                                                 | 5 171                                                 | 4 855                                                 | 5 086                                                 | 5 087                                                 | 5 037                                                 |